# Bucquetia glutinosa
Bucquetia glutinosa es una especie de planta fanerógama perteneciente a la familia Melastomataceae. Es un endemismo de Colombia. 

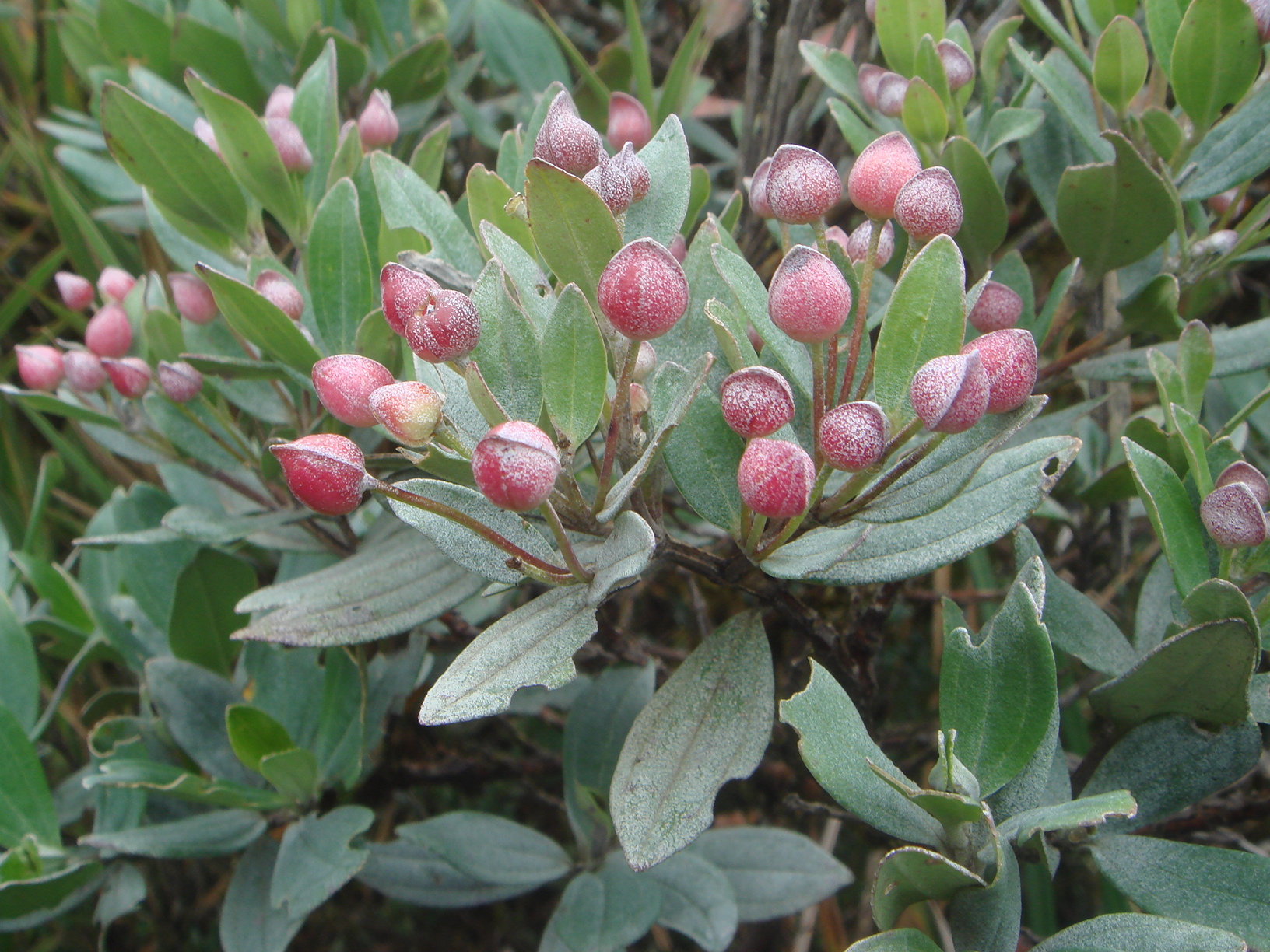
Vista de la planta

## Distribución y hábitat
Se distribuye en los departamentos de Antioquia, Boyacá, Cundinamarca, Meta y Santander, desde los 2100 hasta los 4100 m s. n. m.

## Taxonomía
Bucquetia glutinosa fue descrita por (L.f.) DC. y publicado en Prodromus Systematis Naturalis Regni Vegetabilis 3: 110. 1828.
Sinonimia
- Rhexia glutinosa L. f.	[3]